# هوه يون-جونغ
هوه يون-جونغ (هانغل: 허윤정) هو لاعب كرة قدم كوري جنوبي في مركز الهجوم، ولد في 30 سبتمبر 1936. شارك مع منتخب كوريا الجنوبية لكرة القدم.

## وصلات خارجية
- هوه يون-جونغ على موقع الاتحاد الدولي (مؤرشف)  (الإنجليزية)
- هوه يون-جونغ على موقع عالم كرة القدم.نت (الإنجليزية)
- هوه يون-جونغ على موقع أوليمبيديا (الإنجليزية)